# Hazy
《Hazy》是日本女性聲優組合sphere的第7張單曲。2011年5月11日由GloryHeaven（Lantis）發行。

## 簡介
《Hazy》是聲優組合sphere自從上一張單曲《MOON SIGNAL》以來，相隔7個月發行的最新單曲，也是2011年單曲的第1彈。
販售形式有初回限定盤、通常盤共兩種，初回限定盤附有「Hazy」的PV收錄的DVD。
標題曲「Hazy」曾被2011年4月至9月在讀賣電視台、TOKYO MX等台播出的電視動畫《花開物語》選為前半季片尾主題曲使用。該單曲也是畑亞貴第一次沒有參加A面曲作詞的單曲。
hotexpress所屬的平賀哲雄對這首歌曲以「在充滿溫和陽光下的音樂特色聽了讓人心平氣和」作為評價。
該單曲在animelo mix獲得2011年度手機下載排行榜「animelo★uta」第77名及「animelo mix」第96名。

## 收錄歌曲
1. Hazy [4:23]
作詞：坂井季乃，作曲、編曲：黑須克彥（日语：黒須克彦）
2. Neo Eden [3:57]
作詞：畑亞貴，作曲、編曲：增田武史（日语：増田武史）
3. Hazy（Off Vocal）
4. Neo Eden（Off Vocal）

DVD（僅限初回限定盤）
1. Hazy（Music Clip）

## 收錄專輯
| 曲名     | 專輯             | 發行日期      | 備註                  |
| -------- | ---------------- | ------------- | --------------------- |
| Hazy     | 《Third Planet》 | 2012年7月11日 | sphere的第3張獨立專輯 |
| Neo Eden | 《Third Planet》 | 2012年7月11日 | sphere的第3張獨立專輯 |

## 腳註

## 外部連結
- Lantis官方網站的歌曲介紹頁面
  - 初回限定盤 （页面存档备份，存于） （日語）
  - 通常盤 （页面存档备份，存于） （日語）